# Reuba
Reuba is een bestuurslaag in het regentschap Pidie van de provincie Atjeh, Indonesië. Reuba telt 298 inwoners (volkstelling 2010).